# コシジロインコ
コシジロインコ (腰白鸚哥、英語: Dusky lory、学名: Pseudeos fuscata) はオウム目ヒインコ科コシジロインコ属の鳥。英名には他に white-rumped lory または dusky-orange lory がある。ニューギニア島やその沖合にあるバタンタ島、サラワティ島、ヤーペン島に分布する。banded Lories あるいは duskies と呼ばれることもある。和名は腰部の羽が白いことにちなむが、この白い羽は普段は翼で隠れていて見えにくい。

## 特徴
体長約25センチで尾羽は短い。体色は茶色が主体だが、黄色系と橙色系の2相あり、それぞれ首回りの帯や腹部が黄色または橙色となる。嘴は濃い橙色で、下顎の付け根に露出する皮膚も橙色である。虹彩の色は赤で、脚は灰色である。雌雄とも同じ羽色なので、外見からは性別が分からない。幼鳥では背から腰にかけての羽は黄色みを帯び、虹彩は黄色がかった灰色である。また、嘴の付け根は黄色で、先端に向かって上嘴は黒、下嘴は茶色となる。
ヒインコ科に共通するが、人によく馴れ遊び好きな個体が多い。このためコンパニオンバードとして飼われることも多いが、鳴き声は高く鋭いうえに大きく、よく響くので集合住宅では注意が必要である。また、食性が果実食なので、餌はペレットやネクターなど、より身近なセキセイインコなどとは大きく異なったものになる。餌に含まれる水分が多いため糞は水のような軟便で、しかもそれをさながら水鉄砲のような勢いで放つので、ケージの外まで糞で汚されることがある。

## 分布および生息地
原産地はニューギニア島とその周辺のサラワティ島やヤーペン島などの島嶼であり、標高2500メートル以下に棲む。ニューギニア島では島全体に分布している。
生息地は主に亜熱帯-熱帯性の湿潤林で、低地林からマングローブ林、山地林まで広く分布する。

## ギャラリー

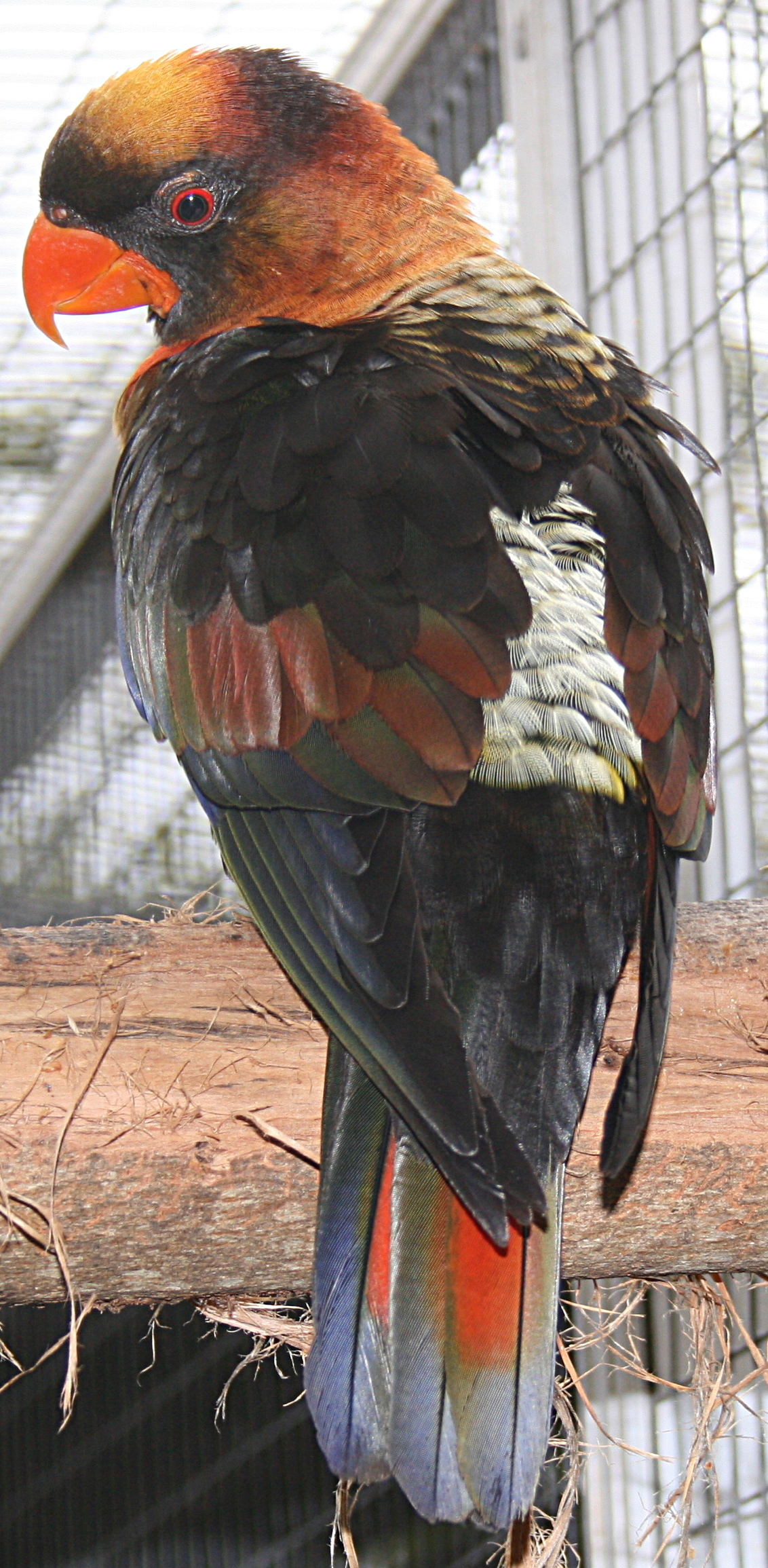
成鳥。背中から腰にかけての羽毛は白い。
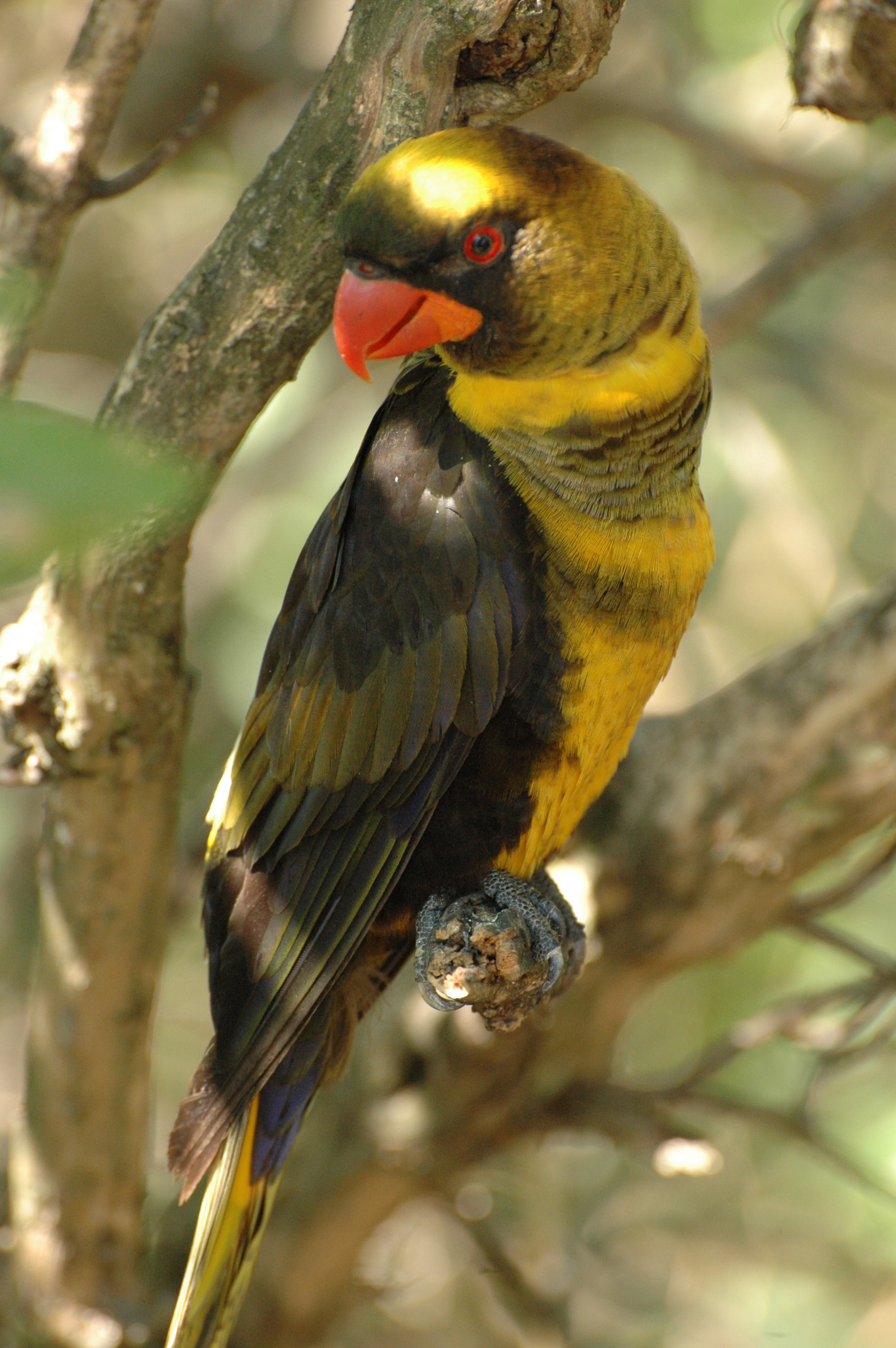
黄色系の個体。
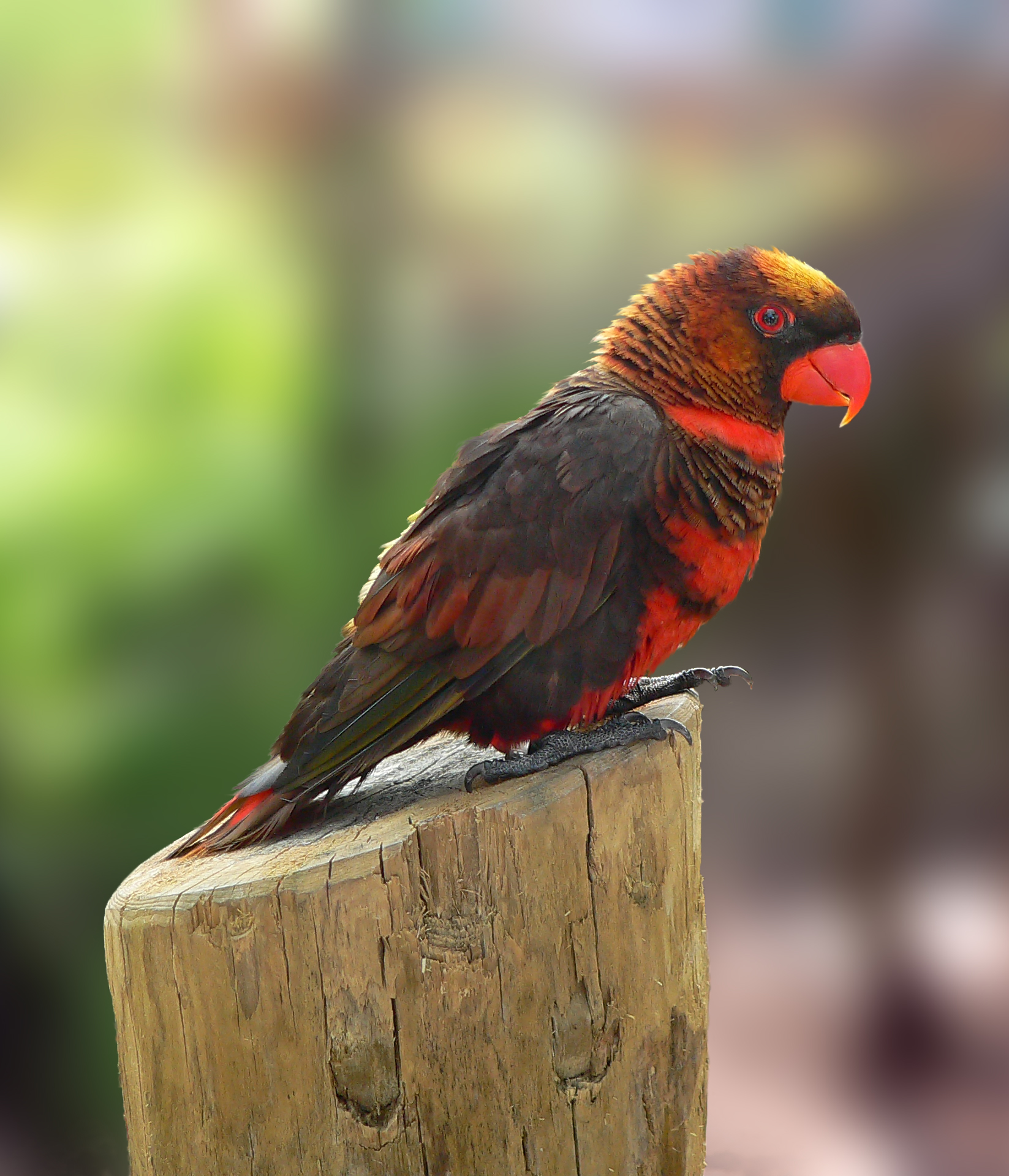
橙色系の個体 (側面)。
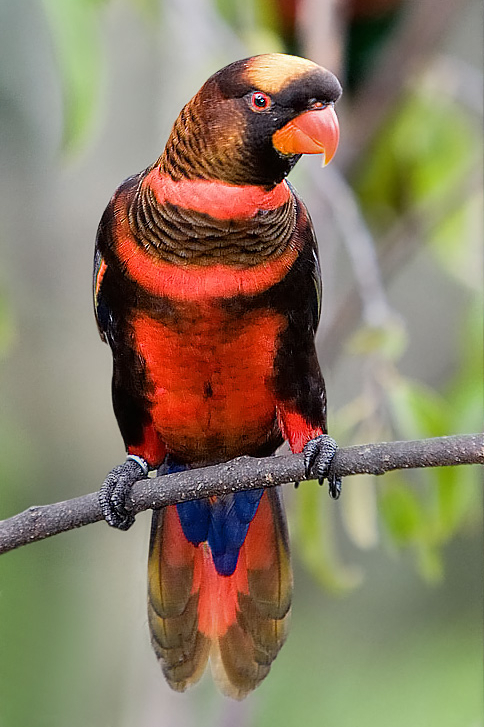
橙色系の個体 (正面)。
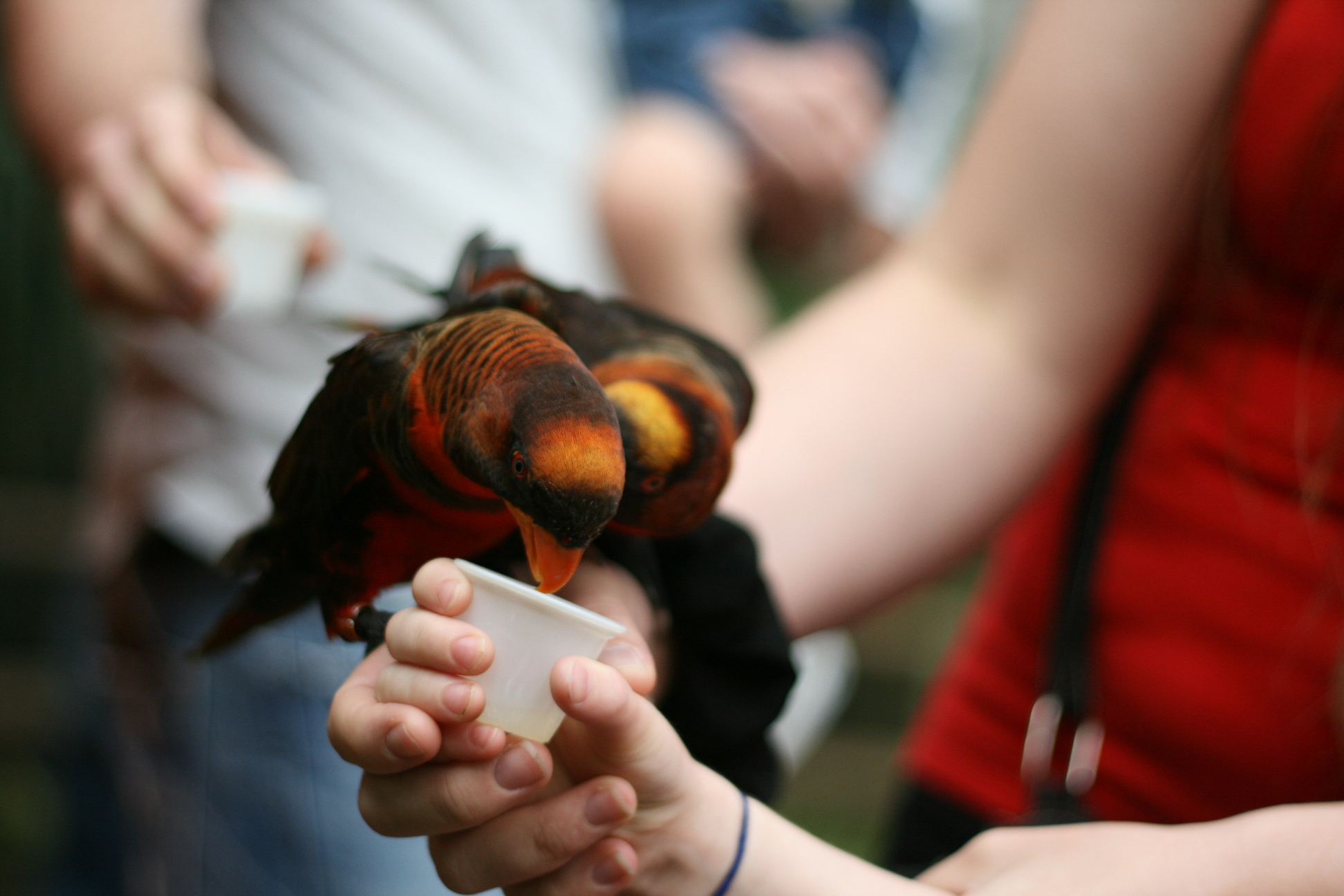
来園者からネクターをもらうコシジロインコ (イングランド、ウォーバーン・サファリパーク)